# Patinação artística nos Jogos Asiáticos de Inverno de 1999 - Individual feminino
A competição individual feminino da patinação artística na Jogos Asiáticos de Inverno de 1999 foi realizada no Yongpyong Indoor Ice Rink, em Gangwon, Coreia do Sul. O programa curto foi disputado no dia 3 de fevereiro e a patinação livre no dia 4 de fevereiro.

## Medalhistas
| Ouro   | UZB Tatiana Malinina |
| Prata  | JPN Shizuka Arakawa  |
| Bronze | JPN Fumie Suguri     |

## Resultados
| Pos.              | Nome                    | Nacionalidade | Pontos | PC | PL |
| ----------------- | ----------------------- | ------------- | ------ | -- | -- |
| Medalha de ouro   | Tatiana Malinina        | Uzbequistão   | 2.0    | 2  | 1  |
| Medalha de prata  | Shizuka Arakawa         | Japão         | 2.5    | 1  | 2  |
| Medalha de bronze | Fumie Suguri            | Japão         | 4.5    | 3  | 3  |
| 4                 | Jung Min-ju             | Coreia do Sul | 7.0    | 6  | 4  |
| 5                 | Anastasia Gimazetdinova | Uzbequistão   | 7.0    | 4  | 5  |
| 6                 | Wang Huan               | China         | 9.5    | 7  | 6  |
| 7                 | Yukiko Kawasaki         | Japão         | 9.5    | 5  | 7  |
| 8                 | Shin Yea-ji             | Coreia do Sul | 12.0   | 8  | 8  |
| 9                 | Wang Qingyun            | China         | 13.5   | 9  | 9  |
| 10                | Dow-Jane Chi            | Taipé Chinesa | 15.0   | 10 | 10 |
| 11                | Guinevere Chang         | Taipé Chinesa | 16.5   | 11 | 11 |
| 12                | Anny Hou                | Taipé Chinesa | 18.0   | 12 | 12 |

Legenda
| Recorde mundial      | Recorde mundial (World record)               |                       | Recorde africano                      | Recorde africano (African) |                                           | Q | Classificado por posição (Qualified) |
| Recorde olímpico     | Recorde olímpico (Olympic record)            | Recorde da América    | Recorde da América (Americas)         | q                          | Classificado por melhor tempo (Qualified) |   |                                      |
| Melhor marca do ano  | Melhor marca do ano (World leading)          | Recorde asiático      | Recorde asiático (Asian)              | DNS                        | Não largou (Did not start)                |   |                                      |
| Recorde nacional     | Recorde nacional (National record)           | Recorde europeu       | Recorde europeu (European)            | DNF                        | Não terminou (Did not finish)             |   |                                      |
| Recorde pessoal      | Recorde pessoal do atleta (Personal best)    | Recorde da Oceania    | Recorde da Oceania (Oceania)          | DSQ / DQ                   | Desclassificado (Disqualified)            |   |                                      |
| Recorde da temporada | Recorde da temporada do atleta (Season best) | Recorde sul-americano | Recorde sul-americano (South America) | NM                         | Sem marca (No mark)                       |   |                                      |